# Brzask Nowej Ery
Brzask Nowej Ery (ang. Dawn Bible Students Association) – instytucja prawna i ruch religijny założony przez odłam Badaczy Pisma Świętego. Ruch ten powstał w celu przekształcenia się w wydawnictwo mające wznowić drukowanie i dystrybucję pierwszych sześciu tomów Wykładów Pisma Świętego autorstwa Charlesa T. Russella, które Towarzystwo Strażnica oficjalnie zaprzestało publikować w roku 1927.
W roku 1966 Brzask opublikował małą książeczkę „Oh, the Blessedness”, w której odrzucił większość poglądów C.T. Russella dotyczących proroctw biblijnych i prognoz czasów końca ze względu na, jak to określono, liczne wewnętrzne sprzeczności. Ruch wydaje czasopismo „Poranek Zwiastun Obecności Chrystusa” o nakładzie około 11 tysięcy egzemplarzy docierające do zborów lokalnych wspólnot badackich.

## Historia
W roku 1928 W. Norman Woodworth (1891–1976), kuzyn Claytona J. Woodwortha, wcześniej odpowiedzialny za przygotowanie jednego z programów radiowych Towarzystwa Strażnica, po długotrwałej krytyce nowego stanowiska Towarzystwa Strażnica i działań jego prezesa, Josepha F. Rutherforda, postanowił rozpocząć nadawanie audycji radiowej „Frank i Ernest”. W tym celu zorganizował grupę osób o podobnych poglądach. Emisja pierwszego programu miała miejsce 12 kwietnia 1931 roku. Audycja była prowadzona w formie pytań i odpowiedzi – „Frank” zadawał pytanie a „Ernest” opowiadał na podstawie Biblii (lub odwrotnie). Audycja ta była nadawana w tej formie co dwa tygodnie do końca 1933 roku, później forma programu ulegała zmianom. W latach 1957–1962 Dawn przygotował czterdzieści 15-minutowych audycji telewizyjnych pod nazwą „The Bible Answers”.
7 czerwca 1932 roku założono wydawnictwo Dawn Publishers, Inc., którego siedziba mieściła się przy 251 Washington Street w Brooklynie, w stanie Nowy Jork, kilka przecznic od siedziby Towarzystwa Strażnica. W zarządzie wydawnictwa znaleźli się W. Norman Woodworth, John E. Dawson, Fred H. Mundell, Martin C. Mitchell, William F. Hudgings, John G. Kuehn, Hugo F. Kuehn, George M. Wilson i Ingram I. Margeson. W 1940 roku siedziba została przeniesiona na 145 West Passaic Avenue w Rutherford w stanie New Jersey. 22 maja 1944 zarejestrowano korporację „Dawn Bible Students Association”, w zarządzie której znaleźli się: W. Norman Woodworth, Frederick H. Mundell, Martin C. Mitchell, George M. Wilson, Fred A. Bright, Shirley C. DeGroot, Peter Kolliman, G. Russell Pollock i J.H.L. Trautfelter. Brzask powstał gdyż Norman Woodworth i inni postanowili  wznowić wydawanie i dystrybucję Wykładów Pisma Świętego C.T. Russella. Wkrótce po rozpoczęciu nadawania programu radiowego „Frank i Ernest” zaczęto drukować 4-stronicową broszurę: „Bible Student's Radio Echo” (od kwietnia 1931 do września 1932) w celu podtrzymania zainteresowania słuchaczy audycji. W październiku 1932 nazwa publikacji została zmieniona na „The Dawn and Herald of Christ's Presence”, a jego objętość zwiększyła się do 32 stron. Pierwszym redaktorem magazynu został W.N. Woodworth. Pismo ukazywało się jako miesięcznik.
14 listopada 1953 roku wydawnictwo Dawn Publishers, Inc. zostało włączone do korporacji „Dawn Bible Students Association”, a jego zarząd powiększono do dwunastu dyrektorów wybieranych corocznie przez członków. W zarządzie znaleźli się wówczas: Claude R. Weida, Frederick H. Mundell, W. Norman Woodworth, George M. Wilson, Felix S. Wassman, Martin C. Mitchell, G. Russell Pollock, Fred A. Bright, Leon H. Norby, E. Harry Herrscher, J.H.L. Trautfelter i Raymond J. Krupa.
Brzask stał się wpływowym odłamem Badaczy Pisma Świętego, który skupiał osoby, które pomiędzy 1918 a 1928 rokiem opuściły zbory związane z Towarzystwem Strażnica. W dniach od 1 do 3 listopada 1929 roku w Pittsburghu tworzący się ruch zorganizował pierwszą swoją doroczną konwencję. Wydawano też literaturę w kilku językach. W rezultacie, w różnych krajach powstały nowe grupy Brzasku. W 1936 roku nawiązano współpracę ze zborami Badaczy Pisma Świętego w Anglii oraz z Beriańskim Instytutem Biblijnym. Głównym czasopismem ruchu stało się czasopismo „Poranek”. W Polsce w 2008 roku dystrybucję pisma „Poranek” wydawanego w Stanach Zjednoczonych rozpoczęło wydawnictwo Na Straży.

### Współczesność
W roku 1966 Brzask opublikował małą książeczkę „Oh, the Blessedness”, w której odrzucił większość poglądów C.T. Russella dotyczących proroctw biblijnych i prognoz czasów końca. Publikacja ta spolaryzowała tych Badaczy Pisma Świętego, którzy nadal akceptowali poglądy Russella. Doprowadziło to do podzielenia i różnorodności środowiska badackiego w Stanach Zjednoczonych. W roku 1974 Wykłady Pisma Świętego, jak również wszystkie inne pisma nigdy dotąd niewznawiane od śmierci C.T. Russella, zostały opublikowane niezależnie od Brzasku przez grupę odłączoną od Dawn Bible Students Association określającą siebie jako Independent Bible Students (Niezależni Badacze Biblii). Do 1992 roku wszystkie pisma Russella, w tym również jego drukowane kazania, artykuły wysyłane do gazet i czasopism, teksty, listy i broszury zostały wydrukowane i zdigitalizowane.
Brzask wznowił publikację Wykładów Pisma Świętego C.T. Russella, a także wydał broszury napisane przez różnych Badaczy Pisma Świętego. Produkuje również programy radiowe i telewizyjne. Aktualnie liczbę członków ruchu badackiego współpracujących z Dawn Bible Students Association trudno oszacować. W 2007 roku czasopismo Poranek osiągało miesięczny nakład 6000 egzemplarzy w języku angielskim i około 5000 w językach: francuskim, niemieckim, hiszpańskim, włoskim, polskim, ukraińskim, rumuńskim i greckim. Dociera ono do zborów lokalnych wspólnot badackich. Dawn Bible Students Association posiada biura w Argentynie, Brazylii, Francji, Grecji, Indiach, Niemczech i Włoszech. Współpracuje ze wspólnotami badackimi w Anglii i Australii. Małe grupy istnieją w Ghanie, Kanadzie, Kamerunie, Kenii, Nigerii czy Ugandzie.

## Polish Bible Student Association
Pierwszy polski zbór Brzasku powstał w 1930 roku w Detroit. W 1931 roku na pierwszej angielskiej konwencji w Buffalo wybrano pięcioosobowy komitet redakcyjny nowego pisma. W języku polskim od początku 1932 roku zaczął ukazywać się miesięcznik o objętości 16 stron pod nazwą „Brzask Nowej Ery czyli Zwiastun Królestwa Bożego” wydawany przez Polish Bible Student Association (Stowarzyszenie Badaczy Pisma Świętego w Ameryce) wydawany w Detroit do 1975 roku (od 1944 jako dwumiesięcznik). W 1976 roku pismo zmieniło nazwę na „Blask Nowego Wieku” i było wydawane przez polskie Zrzeszenie Wolnych Badaczy Pisma Świętego we Francji i stamtąd rozprowadzane. Pierwszą polską konwencję zorganizowano w dniach 28–30 maja 1932 roku w Cleveland w stanie Ohio. Z ramienia Brzasku zbory badackie w Polsce w roku 1932 odwiedził Wacław Wnorowski, a dwa lata później I.J. Rycombel. W latach 30. w Polsce powstały nieliczne niezależne zbory Brzasku, których członkowie po II wojnie światowej dołączyli do zborów ZWBPŚw lub któregoś z innych ugrupowań badackich. 
W wyniku starań trwających od 1933 roku na konwencji zorganizowanej w Detroit w dniach od 5 do 7 września 1942 doszło do połączenia polskich grup w Stanach Zjednoczonych i Kanadzie, współpracujących z Pastoralnym Instytutem Biblijnym oraz Dawn Bible Students Association i powstania Polish Bible Student Association. W skład zarządu weszli: Wacław Wnorowski – przewodniczący, M. Rybacki – zastępca, I.J. Rycombel – sekretarz oraz J. Jezuit – skarbnik. Utworzono też komitet redakcyjny czasopism „Straż” i „Brzask Nowej Ery” w składzie: S. Kwołek, I.J. Rycombel, S.F. Tabaczyński, F. Tarnawski, W. Szutniak, W. Wnorowski i M. Rybacki. Redaktorem „Straży” został S.F. Tabaczyński, a „Brzasku” W. Wnorowski.
Utworzenie Polish Bible Student Association doprowadziło po II wojnie światowej do podejmowania współpracy w różnym stopniu i z różną intensywnością zarówno z Zrzeszeniem Wolnych Badaczy Pisma Świętego jak i Stowarzyszeniem Badaczy Pisma Świętego. Na pierwszej powojennej Konwencji Generalnej zorganizowanej w lipcu 1946 roku w miejscowości Chrzanów-Kąty ZWBPŚw współpracujące przed wojną z PBI postanowiło zerwać społeczność z Polish Bible Student Association z powodu połączenia obu grup w Ameryce. Ten stan utrzymał się do lipca 1960 roku gdy na kolejnej Konwencji Generalnej zorganizowanej w Młoszowej zmieniono stanowisko w tej sprawie. Na konwencji tej Stowarzyszenie Badaczy Pisma Świętego w Ameryce reprezentowali I.J. Rycombel i S.F. Tabaczyński.
Zarządzeniem z dnia 28 maja 1951 roku Marian Mikołajczyk w zastępstwie Naczelnego Dyrektora Głównego Urzędu Kontroli Prasy Publikacyj i Widowisk cofnął debit pocztowy na sprowadzanie czasopisma „Brzask Nowej Ery” ze Stanów Zjednoczonych skutkiem czego pismo nie docierało do Polski. Od 1984 roku w miejsce czasopism „Straż i Zwiastun Obecności Chrystusa” oraz „Blask Nowego Wieku” do Stanów Zjednoczonych zaczęto sprowadzać czasopismo „Na Straży” wydawane w Polsce przez Zrzeszenie Wolnych Badaczy Pisma Świętego.

### The Polish Bible Students Association (Melbourne)
Pod nazwą The Polish Bible Students Association występuje również polski zbór WBPŚw w Melbourne w Australii. Nie jest on jednak zależny od amerykańskiego stowarzyszenia o tej samej nazwie lecz współpracuje z Beriańskim Instytutem Biblijnym.